# Tetramorium andrynicum
Tetramorium andrynicum är en myrart som beskrevs av Bolton 1977. Tetramorium andrynicum ingår i släktet Tetramorium och familjen myror. Inga underarter finns listade i Catalogue of Life.